# Tying the Knot with an Amagami Sister
Tying the Knot with an Amagami Sister (jap. 甘神さんちの縁結び Amagami-san chi no enmusubi) – manga autorstwa Marcey’a Naito, publikowana na łamach magazynu „Shūkan Shōnen Magazine” wydawnictwa Kōdansha od kwietnia 2021.
Na jej podstawie studio Drive wyprodukowało serial anime, który emitowano od października 2024 do marca 2025.

## Fabuła
Historia opowiada o Uryū Kamihate, uczniu liceum, który stara się zdać egzaminy wstępne na studia medyczne na Uniwersytecie w Kioto. Po śmierci matki przez większą część życia przebywał w sierocińcu, a następnie zamieszkał w świątyni Amagami, gdzie główny kapłan prosi go o poślubienie jednej z jego trzech wnuczek. Uryū i siostry Amagami muszą również zmagać się z różnymi problemami, takimi jak ryzyko zamknięcia świątyni ze względów finansowych. Poprzez futurospekcje sugeruje się, że Uryū ostatecznie poślubi jedną z sióstr.

## Bohaterowie
- Uryū Kamihate (jap. 上終 瓜生 Kamihate Uryū)

Seiyū: Ryōta Suzuki 
- Yae Amagami (jap. 甘神 夜重 Amagami Yae)

Seiyū: Sumire Uesaka 
- Yuna Amagami (jap. 甘神 夕奈 Amagami Yuna)

Seiyū: Kaede Hondo 
- Asahi Amagami (jap. 甘神 朝姫 Amagami Asahi)

Seiyū: Shion Wakayama 
- Mahiru Anekōji (jap. 姉小路 舞昼 Anekōji Mahiru)

Seiyū: Nana Mizuki 
- Shirahi Tsuruyama (jap. 鶴山 白日 Tsuruyama Shirahi)

Seiyū: Chika Anzai 

## Manga
Manga została napisana i zilustrowana przez Marcey’a Naito, który wcześniej pracował jako asystent Negiego Haruby przy serii Sposób na pięcioraczki. Pierwotnie została opublikowana 2 grudnia 2020 jako one-shot w magazynie „Shūkan Shōnen Magazine” w ramach konkursu, w którym czytelnicy mogli głosować, która z trzech wybranych prac otrzyma serializację. Amagami-san chi no enmusubi otrzymało najwięcej głosów wśród czytelników i zaczęło ukazywać się w tym samym magazynie jako seria 21 kwietnia 2021. Wydawnictwo Kōdansha zebrało jej rozdziały w pojedyncze tankōbony, których pierwszy tom został wydany 16 lipca 2021. Według stanu na 17 marca 2025, do tej pory opublikowano 19 tomów.
| Nr | Data wydania (język japoński) | ISBN (język japoński)  |
| -- | ----------------------------- | ---------------------- |
| 1  | 16 lipca 2021                 | ISBN 978-4-06-524041-0 |
| 2  | 17 września 2021              | ISBN 978-4-06-524831-7 |
| 3  | 17 listopada 2021             | ISBN 978-4-06-525934-4 |
| 4  | 17 lutego 2022                | ISBN 978-4-06-526899-5 |
| 5  | 17 maja 2022                  | ISBN 978-4-06-527924-3 |
| 6  | 15 lipca 2022                 | ISBN 978-4-06-528496-4 |
| 7  | 16 września 2022              | ISBN 978-4-06-529127-6 |
| 8  | 16 grudnia 2022               | ISBN 978-4-06-529935-7 |
| 9  | 16 marca 2023                 | ISBN 978-4-06-530972-8 |
| 10 | 17 maja 2023                  | ISBN 978-4-06-531607-8 |
| 11 | 14 lipca 2023                 | ISBN 978-4-06-532190-4 |
| 12 | 17 października 2023          | ISBN 978-4-06-532894-1 |
| 13 | 15 grudnia 2023               | ISBN 978-4-06-533897-1 |
| 14 | 15 marca 2024                 | ISBN 978-4-06-534878-9 |
| 15 | 17 czerwca 2024               | ISBN 978-4-06-535785-9 |
| 16 | 16 sierpnia 2024              | ISBN 978-4-06-536522-9 |
| 17 | 17 października 2024          | ISBN 978-4-06-537132-9 |
| 18 | 17 stycznia 2025              | ISBN 978-4-06-538067-3 |
| 19 | 17 marca 2025                 | ISBN 978-4-06-538712-2 |

## Anime
Adaptacja w formie telewizyjnego serialu anime została zapowiedziana 21 kwietnia 2023 podczas transmisji na żywo z okazji drugiej rocznicy mangi i urodzin Naito. Serial został wyprodukowany przez studio Drive i wyreżyserowany przez Yujiro Abe, wraz Hiroshim Watanabe pełniącym funkcję asystenta reżysera. Scenariusz napisała Yasuko Aoki, postacie zaprojektowała Haruko Iizuka, a muzykę skomponowali Ryo Kawasaki i Tomoyuki Kono. Seria była nadawana od 2 października 2024 do 26 marca 2025 w stacji TV Tokyo i liczy łącznie 24 odcinki. Prawa do dystrybucji serialu nabył Crunchyroll.

### Ścieżka dźwiękowa
| Nr             | Tytuł | Wykonawca                                  | Źródło   |
| Czołówka       | Czołówka                                                                                                 | Czołówka                                   | Czołówka |
| -------------- | --- | ------------------------------------------ | -------- |
| 1              | „Yawaku koishite ~Zutto bokura de iraremasu yō ni~” (jap. やわく恋して ～ずっと僕らでいられますように～) | Momoiro Clover Z                           | [ 28 ]   |
| 2              | „Pray Pray Pray”                                                                                         | Sumire Uesaka, Kaede Hondo, Shion Wakayama | [ 30 ]   |
| Napisy końcowe | |                                            |          |
| 1              | „Kimi ni koi wo musunde” (jap. 君に恋を結んで)                                                           | Sumire Uesaka, Kaede Hondo, Shion Wakayama | [ 31 ]   |
| 2              | „Kami-sama no iu tōri!” (jap. 神様の言うとーり！)                                                        | ≠Me                                        | [ 32 ]   |